# Якубович, Григорий Андрианович

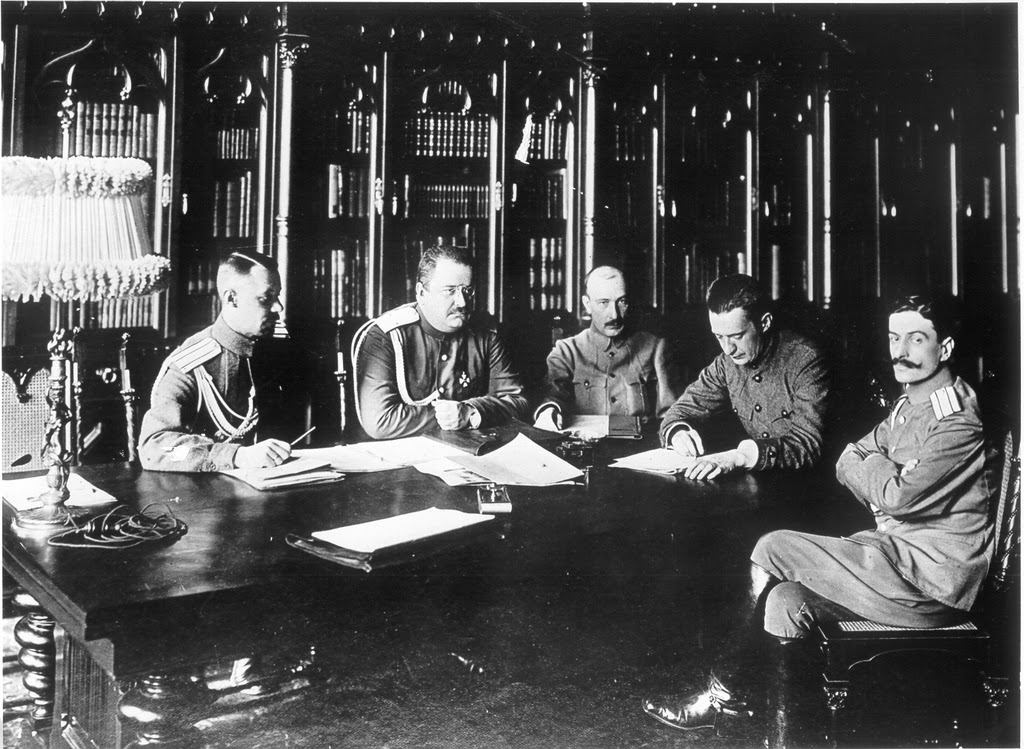
Военный министр Керенский со своими помощниками. Слева направо: полковник В. Л. Барановский, генерал-майор Якубович, Б. В. Савинков, А. Ф. Керенский и полковник Туманов.

Григо́рий Андриа́нович Якубо́вич (15 марта 1880 — 16 января 1926) — генерал-майор, активный участник Февральской революции 1917 года.

## Биография
Образование получил в Киевской духовной семинарии (4 класса) и Киевском пехотном юнкерском училище (1901). В службу вступил 16.09.1899. Из училища выпущен Подпоручиком гвардии (ст. 13.08.1901) в лейб-гвардии Литовский полк. Поручик армии (ст. 09.08.1904) 33-й артиллерийской бригады.
Участник русско-японской войны 1904-05 (в крепости Порт-Артуре). Награждён орденом Св. Георгия 4-й ст. (ВП 28.09.1905).
Штабс-капитан (ст. 09.08.1908). В 1910 окончил Императорскую Николаевскую военную академию по первому разряду. Капитан (ст. 23.05.1910). Состоял в прикомандировании к лейб-гвардии 3-му стрелковому полку для цензового командования ротой (01.11.1910-01.11.1912). Занимал должности по генеральному штабу: старший адъютант штаба 11-й пех. дивизии с 26.11.1912 по 05.04.1913, старший адъютант штаба 23-й пех. дивизии с 05.04.1913. Полковник (ст. 06.12.1915). С 16 сентября 1915 — помощник делопроизводителя ГУГШ. С 14 октября 1916 — начальник отделения ГУГШ.
Активный участник Февральской революции. Приглашен участвовать в работе военной комиссии думы её председателем Б. А. Энгельгардтом. Приступил к работе в качестве помощника председателя ВК с 10 часов утра 28 февраля 1917 г. Ген-майор (пр. 1917). Когда военным министром стал Керенский он назначил Якубовича помощником военного министра.
В эмиграции во Франции. Работал шофером такси, занимался физическим трудом. Умер в Париже.

## Награды
- Орден Святого Станислава 3-й ст. с мечами и бантом (1905)
- Орден Святой Анны 4-й ст. с надписью «За храбрость» (1905)
- Орден Святой Анны 3-й ст. с мечами и бантом (1905)
- Орден Святого Станислава 2-й ст. с мечами (1905)
- Орден Святого Георгия 4-й ст. (ВП 28.09.1905)
- Золотое оружие «За храбрость» (1906).

## Потомки
Якубович Александр Теодозиевич — Майор Уголовного Розыска